# Adenomera heyeri
Adenomera heyeri is een kikker uit de familie fluitkikkers (Leptodactylidae). De soort werd voor het eerst wetenschappelijk beschreven door Renaud Boistel, Jean-Christophe de Massary en Ariadne Angulo. in 2006.
Het holotype van de kikker, MNHNP 1999.8331, een volwassen mannetje, werd door de eerste auteur, Renaud Boistel, op 24 April 1998 verzameld op de locatie MNHN veldstation van Saint-Eugène, Frans-Guyana (4°51′N; 53°3′W) op een hoogte van 65 m boven zeeniveau. In april 1997 en 1998 waren op dezelfde locatie door de tweede auteur, Jean-Christophe de Massary, ook al een volwassen vrouwtje (MNHN 1997.2273) en mannetje (MNHN 1998.322) verzameld. In mei 1999 werden niet ver daarvandaan (Nouragues; 4°5’N; 52°41’W, 110 m hoogte) nog een volwassen mannetje en drie juvenielen verzameld. Nadat duidelijk werd dat het om een nog onbenoemde soort ging, kreeg die de wetenschappelijke naam Adenomera heyeri. Het epitheton heyeri is een eerbetoon aan de Amerikaanse bioloog William Ronald Heyer, die als een autoriteit voor deze familie geldt, en in 1974 verantwoordelijk was voor het opnieuw invoeren van de geslachtsnaam Adenomera.
Adenomera heyeri komt voor in Frans-Guyana, waarschijnlijk ook in Brazilië en Suriname. Het natuurlijke leefgebied bestaat vooral uit tropische bossen.
In hetzelfde jaar dat de beschrijving en de soortnaam werden gepubliceerd, stelden Darrel R. Frost en een groep van herpetologen voor om het geslacht Adenomera en nog enkele kleine geslachten samen te voegen met Leptodactylus, waarmee in hun optiek een monofyletisch geslacht ontstond. De drie auteurs die de soortnaam hadden gepubliceerd stelden als gevolg daarvan later dat jaar in een addendum impliciet de naam Leptodactylus (Lythodytes) heyeri (Boistel, Nassary & Angulo) voor.